# Gospel Box
Gospel Box – audycja radiowa powstająca w Radiu Jasna Góra w Częstochowie od 30 kwietnia 2009 roku. W programie prezentowane są wywiady z muzykami sceny chrześcijańskiej, informacje na temat koncertów i wydarzeń oraz sama muzyka. Audycje przygotowują: Łukasz Sośniak (dziennikarz, prezenter) i Grzegorz Juziak (producent, realizator dźwięku).
Audycję emitują rozgłośnie: Radio Jasna Góra, Radio Niepokalanów, Radio Emaus, Katolickie Radio Podlasie, Radio i, Radio Rodzina, Radio AinKarim, Radio Via, Radio eR oraz Radio Warszawa.